# Horace Tabberer Brown
Horace Tabberer Brown (20 juillet 1848 - 6 février 1925) est un chimiste britannique.

## Jeunesse
Il est né après la mort de son père biologique, son beau-père est donc le seul père qu'il connait. Le beau-père est un banquier et un naturaliste amateur, ce qui conduit à l'intérêt de Brown pour la science, qui commence vers l'âge de 12 ans. Son demi-frère cadet est Adrian John Brown.

## Carrière
Il commence à travailler à la Worthington Brewery en 1866. Son objectif est de résoudre des problèmes pratiques de brassage en employant et en développant des principes scientifiques fondamentaux. Ses travaux de recherche portent sur la germination de l'orge, la microbiologie de la bière, la composition de l'eau, l'oxygène et la fermentation, la formation de brume de bière, la composition du moût et l'analyse de la bière.
Véritable polymathe, il marque de son empreinte pratiquement tous les domaines scientifiques appliqués au brassage, au cours d'une carrière qui dure plus de 50 ans. Ses premiers travaux concernent le traitement des eaux usées et les analyses des eaux de Burton. Plus tard, il entreprend des études de géologie, y étant amené par des exigences pressantes liées à l'approvisionnement en eau de Burton. Cela implique une bonne partie de l'arpentage sur le terrain, qui est incarné dans un article sur les roches permiennes du champ houiller du Leicestershire.
Il est élu membre de la Royal Society en 1889. À partir de 1890, il étudie l'assimilation du dioxyde de carbone dans les plantes. Il crée également le laboratoire de recherche Guinness à Dublin en 1901.
Il reçoit la médaille Longstaff de la Chemical Society en 1894, une médaille royale de la Royal Society en 1903 et la médaille Copley en 1920.
L'Institut de brassage et de distillation décerne la médaille Horace Brown à un scientifique éminent tous les trois ans ,. Le lauréat est invité à donner une conférence, appelée la conférence de la médaille Horace Brown.